# حصار آسفي
معركة آسفي هي حصار عسكري وجزء من المعارك التي خاضها السعديون في عهد أحمد السعدي لاسترداد الثغور محتلة من قبل البرتغاليين.
هاجم السعديون معسكر البرتغاليين بمدينة الصويرة قرب منبع مائي، يدعى عين الربيع، بدأ ضرب المدينة باستعمال المدفعية، عندما كان البرتغاليون داخل أسوار المدينة، اللذين بدورهم استنجدوا بقواتهم في أزمور ولشبونة، حيث أبحرت سفن برتغالية نحو آسفي محملة بالمؤن والأسلحة والجيش، مما دفع بالسعديين إلى الانسحاب بعيدًا عن المدينة.